# Правила регламента Роберта
Пра́вила регла́мента Ро́берта (англ. Robert’s Rules of Order) — это книга, написанная в США в 1876 году Генри Мартином Робертом и ставшая первым регламентным сборником, предназначенным для широкой публики.
В настоящее время книга выпускается наследниками Роберта, в её 11-м издании под заголовком «Новая редакция правил регламента Роберта» (англ. Robert’s Rules of Order Newly Revised) (в англоязычной литературе часто используется аббревиатура «RONR»). На сегодня это самый популярный в США свод правил регламента, используемый для проведения собраний в тысячах общественных, религиозных и других организаций.

## История написания
Интерес автора к правилам проведения собраний возник после неудачного опыта руководства церковным собранием в 1863 году. После этого в течение нескольких лет Роберт участвовал в работе нескольких общественных организаций в США. В процессе работы он обнаружил, что взгляды на процедуру проведения собраний очень сильно разнились от одной организации к другой. И он решил формализовать процедуру в виде исчерпывающего свода правил, которым могло бы руководствоваться любое собрание. 
Первое издание книги под заголовком «Карманное руководство правил регламента для общественных собраний» (и с кратким названием «Правила регламента Роберта» на обложке) было опубликовано в феврале 1876 года. Регламент, изложенный в книге, был в общих чертах заимствован из парламентской процедуры США, при этом Роберт внёс в правила некоторые изменения, чтобы регламент лучше соответствовал потребностям обычных общественных организаций.

## Применение
Книга предназначена для использования в качестве регламентного сборника для проведения собраний, принимаемого в дополнение к уставу организации. В случае, если сборник не был официально принят организацией на книгу можно ссылаться, как на авторитетный источник норм для разрешения споров по процедуре проведения собраний. 
В 11-е издание книги включены новые правила по поводу видеоконференций, телеконференций и электронной почты.

## Издания и версии
Под заголовком «Карманное руководство правил регламента для общественных собраний» (англ. Pocket Manual of Rules of Order for Deliberative Assemblies) (краткое название на обложке: «Правила регламента Роберта» (англ. Robert’s Rules of Order):
- первое издание — 1876, февраль
- второе издание — 1876, июль
- третье издание — 1893.

Под заголовком «Отредактированные правила регламента Роберта» (англ. Robert’s Rules of Order Revised):
- четвёртое издание — 1915
- пятое издание — 1943
- шестое издание («75 лет со дня выхода») — 1951.

Под заголовком «Новая редакция правил регламента Роберта» (англ. Robert’s Rules of Order Newly Revised):
- седьмое издание — 1970
- восьмое издание — 1981
- девятое издание — 1990
- десятое издание — 2000
- одиннадцатое издание — 2011.

Первые четыре издания книги подготовлены самим Робертом. Последующие, в том числе актуальное 11-е издание, выпущены трастом семьи Роберт. 11-е издание выпущено 23 сентября 2011 года

### Другие издания и версии
Срок исключительных авторских прав на первые издания книги уже истёк, и они стали общественным достоянием. Поэтому их текст и названия свободно используются авторами альтернативных регламентов проведения собраний.

## Переводы на русский
В 1992 году было издано два перевода книги на русский язык. 
Издательство «Liberty Publishing House» выпустило перевод Рафаила Нудельмана, озаглавленный «Азы парламентской культуры» и, согласно предисловию, представляющий собой переработку 3-го издания 1893 года. 
Издательство «Проблемы Восточной Европы» выпустило переведённое Алексеем Левиным 4-е издание 1915 года под названием «Правила парламентской процедуры». 